# Szociális csoportmunka
A szociális csoportmunka a szociális munka egyik módszere, mely során hasonló érdekű vagy közös problémákkal küzdő egyének kis létszámban rendszeresen összegyűlnek, és a szociális munkás vezetésével olyan tevékenységet folytatnak, mely segíti őket közös céljaik megvalósításában, problémáik megoldásában.

## A szociális csoportmunka típusai
- Terápiás csoport: Valamilyen pozitív változás elérése a cél, mely a csoportmunka során az egyének életében, személyiségében bekövetkezik. Terápiás hatástényezők: információ- és tanácsadás, pozitív élmény, elszigeteltség feloldása, szociális tanulás, altruizmus megélése. Jellemzően hasonló problémákkal küzdő egyének kerülnek egy csoportba, a kommunikáció nyílt, spontán és személyes. Nincsenek kijelölt szerepek. Fajtái: oktató csoportok ( pl. szülői szerepre való felkészítés, serdülők felvilágosítása); fejlesztő csoportok (pl.: személyiségfejlesztő csoport); gyógyító csoportok (pl. leszoktató programok, rehabilitációs csoportok, fogyatékosok csoportja); szocializációs csoportok (pl. konfliktuskezelés, társas készségek fejlesztése)
- Feladatcsoport: Valamilyen közös feladat érdekében működnek együtt a csoporttagok, munkamegosztás jellemző. A kommunikáció a feladat körül zajlik, a szerepek kijelöltek, a tevékenység napirend szerint zajlik.

## A szociális csoportmunka története
A csoportokkal végzett szociális munka a 19. század végére a jobb életkörülményeket követelő társadalmi mozgalom részeként jelent meg az aktuális szükségletek kielégítésére.
Kezdetben a chigagói Hull House-ban és New Yorkban a settlementekben (szegények számára szervezett intézmények, lásd szociális munka története) jöttek létre csoportok az életkörülmények javítására, a lakhatási- és munkakörülmények optimalizálására, a szabadidő hasznos eltöltésére.
A 20. század elején kezdtek el működni szociális jellegű gyógyító csoportok szenvedélybetegek és sérültek számára. Az 1940-es 1950-es években az egyén alkalmazkodóképességére és az önismeret fejlesztésére tevődik át a szociális csoportmunka fókusza. Az 1960-as évektől Carl Rogers nevéhez fűződően lendületet vettek az érzékenységfejlesztő csoportok, melyek egészséges emberek számára önismeret kiteljesítését célozták.

## Csoportmodellek
- Társadalmi célmodell: A szociális munkás feladata, hogy elősegítse az egyéni fejlődést, tanulást a társadalmi életben létrejövő demokratikus részvétel során.
- Reciprok modell (interakciós modell/humanisztikus modell): Cél egy támogatórendszer kiépítése a csoporton belül, továbbá közvetítés az egyén és a társadalom között.
- Gyógyító modell: megelőző és rehabilitációs célja van.

## A csoportvezető
A csoportvezető az a szociális munkás, aki létrehozza és fenntartja a csoportot, segíti a csoport egészét és a tagokat. Bátorítja a résztvevőket hatalmuk gyakorlására, saját és a csoport fejlődéséért tett erőfeszítéseiket támogatja, felelősségvállalásra serkent. Figyel a bomlasztó jelenségekre, megakadályozza azokat. Nagy szerepe van a csoportnormák kialakításában, aktivitásra ösztönöz. Odafigyel mindenkire, elfogadó, figyelmes, reagál. Megszabja a kereteket, modellt nyújt a többiek számára. Bír az irányítás készségével, képes magát vezetőként elfogadtatni. Jó konfliktuskezelő, kompromisszumképes. Nagy tudású, tanító-nevelő funkciót is betölt, információt szerez, összefoglal, szintetizál, képes az elemzésre.

## A csoportfejlődés szakaszai
1. Ismerkedés: A tagok zárkózottságának oldódása, a csoportvezető ismerteti a célokat, orientálja a csoportot, szerződéskötés a csoport menetéről, szabályairól, céljairól.
2. Hatalom és kontroll: A csoportot jellemző hierarchiáért folyó küzdelem, a kapcsolatok formalizálásának időszaka. A lázadás-autonómia, engedékenység-szabálykövetés, védelem-támogatás kérdéskör körül zajlanak a csoportfolyamatok. A csoportvezető igyekszik a demokratikus viszonyok kialakítására és megtartására.
3. Intimitás: A személyesség időszaka, egymásra hangolódnak a csoporttagok, könnyebben fejezik ki az érzelmeiket, könnyebben valósítanak meg közös célokat, a csoportvezető ezt támogatja.
4. Differenciálódás: A kapcsolatok és a szükségletek reálisabbá válnak, jó a kommunikáció, erős a csoportösszetartás, a kialakult szabályok és normák szerint működnek. A csoportvezető feladata az egyéni autonómia, az önállóság serkentése, ugyanakkor a kapcsolatok támogatása.
5. Lezárás: A tagok különválhatnak, új erőforrásokat kell keresniük. A tagok egy részének igénye a csoport folytatása, mások értékelnek, menekülnek, tagadják a befejezést. A csoportvezető feladata a támogató attitűd.